# Walério Araújo

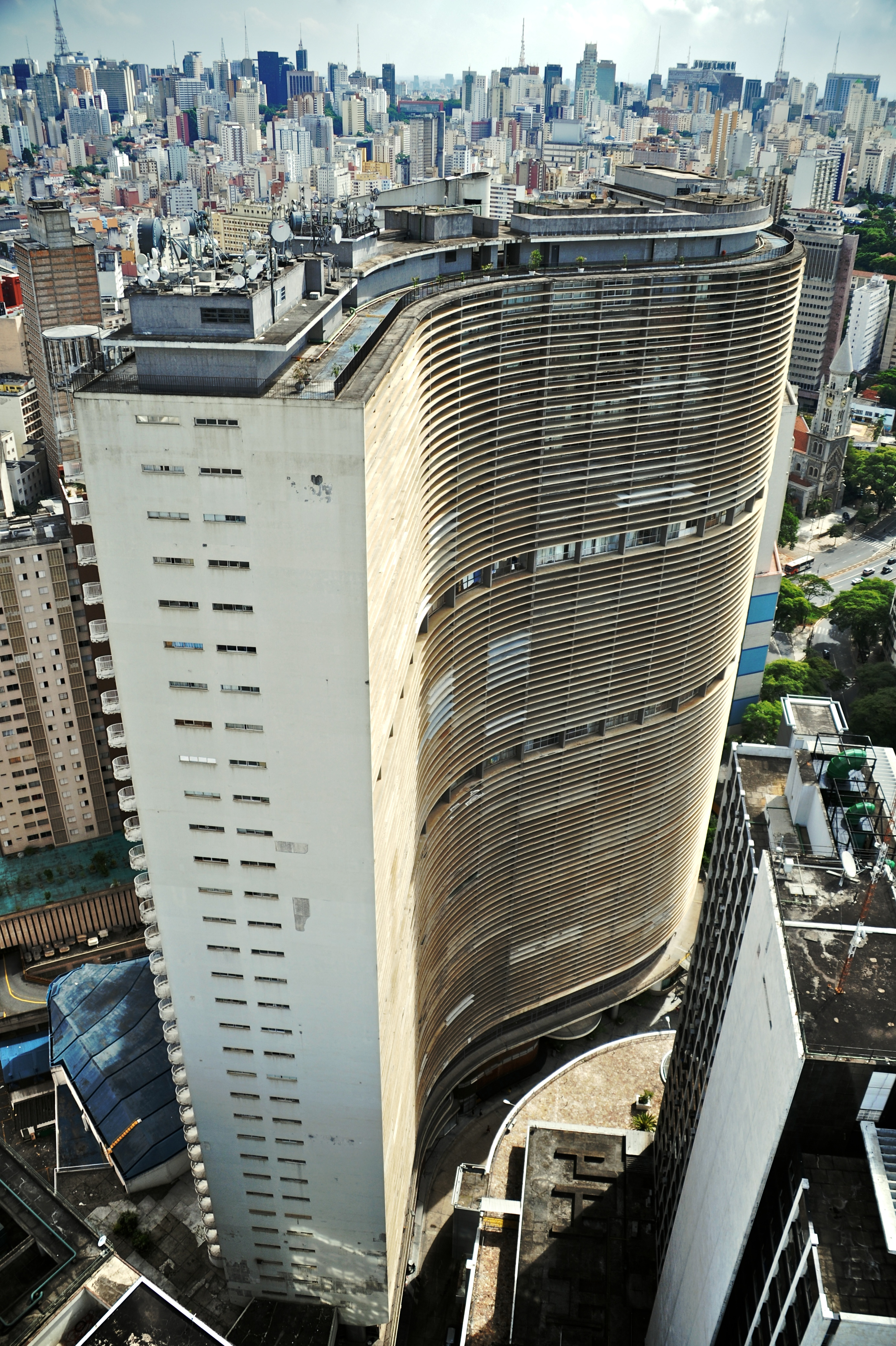
Edifício Copan, onde estão ambientadas a grife e a residência do estilista.

Walério Araújo (Lajedo, 12 de abril de 1970) é um estilista brasileiro. Em 2010 foi tido com um dos profissionais mais importantes de São Paulo, tendo sido comparado por sua ousadia ao britânico Alexander McQueen. Sua grife está ambientada num dos cartões postais de São Paulo, o histórico edifício Copan, no centro da capital paulistana.
Entre seus clientes estão personalidades como Ivete Sangalo, Sabrina Sato, Claudia Leitte, Adriane Galisteu, Preta Gil e Elke Maravilha.

## Carreira

### Início e viagem para São Paulo
Nascido em uma família de costureiras e bordadeira, em 1987 o estilista dá início à sua carreira de forma despretensiosa: investindo em um curso por correspondência. Sobre a habilidade do estilista na área, a despeito da falta de diploma específico, a revista Go′Where escreveu:
«Diferentemente dos novos estilistas, Walério não cursou faculdade de moda — no máximo um curso de desenho por correspondência e outro específico para desenho de moda. ‘Na época em que me interessei por moda não existia faculdade. Depois dos cursos, parti para a prática’, conta. Diplomas à parte, sua habilidade com a tesoura é tal que ele transformou o abadá de uma marca de cerveja num vestidinho todo bordado com cristais Swarovski para Paris Hilton no último carnaval. Aliás, foi um dos figurinos mais comentados da festa.»
No ano seguinte, viaja a São Paulo pela primeira vez para um curso presencial de desenho de moda. Em 1990 volta para sua terra natal de onde é logo contratado para trabalhar em uma loja de tecidos baiana. Nesse período permanece dois anos em Paulo Afonso e Salvador.
Em 1992 chega a São Paulo em definitivo para trabalhar na rua São Caetano, a famosa «rua das noivas», e posteriormente na 25 de Março, e permanece por dois anos como desenhista em lojas de tecido.
De 1994 em diante, Walério Araújo participa por cinco anos do descolado e alternativo Mercado Mundo Mix, através do qual é selecionado e convidado por Paulo Borges a integrar o time de nove estilistas do extinto evento de moda «Amni Hot Spot», no qual desfila suas coleções por cinco edições. Com desfiles sempre muito bem-humorados, apresenta temas e homenagens polêmicos, como o de março de 2005, ambientado na capela do Hospital Umberto Primo, rendendo homenagem póstuma à antológica travesti Andréia de Maio.

### Casa de Criadores
Mais recentemente, o estilista apresentou sua coleção outono–inverno 2014 na semana de moda Casa de Criadores, na qual já apresentou mais de 14 coleções e de onde é convidado permanente.